# Kostel svatého Mikuláše (Stolany)
Gotický jednolodní kostel svatého Mikuláše s průčelní věží, zakončenou zděnou jehlancovou helmicí s cimbuřím se nalézá na hřbitově obehnaném příkopem a zbytkem náspu na jižním okraji obce Stolany v okrese Chrudim. Kostel pocházející ze 14. století se svou věží zakončenou jehlancem s cimbuřím patří do skupiny východočeských podobných kostelů nalézajících se v obcích Staré Ždánice, Opatovice nad Labem a Všestary. Od 24. ledna 1967 je objekt chráněn jako nemovitá kulturní památka ČR.

## Historie
Gotický kostel svatého Mikuláše ve Stolanech byl postaven na místě staršího románského kostela. Z románské stavby se do současnosti nic nedochovalo, neboť kostel byl ve 14. století zcela přestavěn. Do současnosti se dochovalo jádro kostela s věží s neobvyklým zděným jehlancem.
Mezi lety 1536–1544 nechal Jan z Pernštejna zbořit starší kněžiště a vystavět nový prostornější pětiboký presbytář se sakristií na severní straně.
V roce 1795 proběhla barokní přestavba kostela, kdy byly odstraněny klenby a zřízen plochý strop kostelní lodi.
V letech 1872–1873 provedl opravu kostela chrudimský stavitel František Schmoranz starší – při této opravě byl obnoven gotický vzhled kostela. Poslední velká oprava kostela proběhla v roce 1932.
V roce 2024 byla zrekonstruována střecha kostela a fasáda.
Nyní kostel svatého Mikuláše ve Stolanech slouží jako filiální kostel ve farnosti při děkanství Heřmanův Městec. Bohoslužby probíhají v kostele bohoslužby každou sobotu od 17:30 hodin.

## Popis
Kostel svatého Mikuláše ve Stolanech je jednolodní venkovský kostel s předsazenou hranolovou věží se zděnou helmicí a cimbuřím. Věž je postavena na čtvercovém půdorysu, hlavní vstup do kostela tvoří pravoúhlá portál s pozdně barokně překladem, zvonové patro věže osvětlují půlkruhově zakončená okna. Věž je zakončena zděným ochozem s cimbuřím vysazeným na půlkruhových obloučcích podsebití. Na nárožích cimbuří vystupují zvětralé kamenné figurální chrliče.
Kostelní loď osvětlují vysoká lomená okna, fasáda je členěna dvojicí opěrných pilířů  s výrazně šikmými čely. Kostelní loď je zakončena pětibokým presbytářem osvětleným dvojicí vysokých lomených oken. Na severní straně presbytáře byla přistavěna sakristie. V sakristii se dochovala raně renesanční křížová klenba bez žeber. Vnitřní stěny kostelní lodi člení čabrakové pilastry.
Presbytář je plochostropý, na jeho severní straně se nalézá pozdně gotický pravoúhlý sanktuář se dvěma bohatě profilovanými poloskloupky, završenými oslím hřbetem s křížovou kytkou a erby.
Kostelní loď a presbytář jsou zastřešeny sedlovou střechou. Střešní krytinu tvoří tašky.
Vnitřní vybavení kostela je barokní a pochází z doby okolo roku 1700. Hlavní oltář je sloupový a nese obraz svatého Mikuláše. V předsíni se nachází středověká kamenná křtitelnice, zazděný náhrobník je datován rokem 1549. Varhany pro kostel postavil roku 1910 Jan Tuček (1842–1913), varhanář v Kutné Hoře.

## Galerie

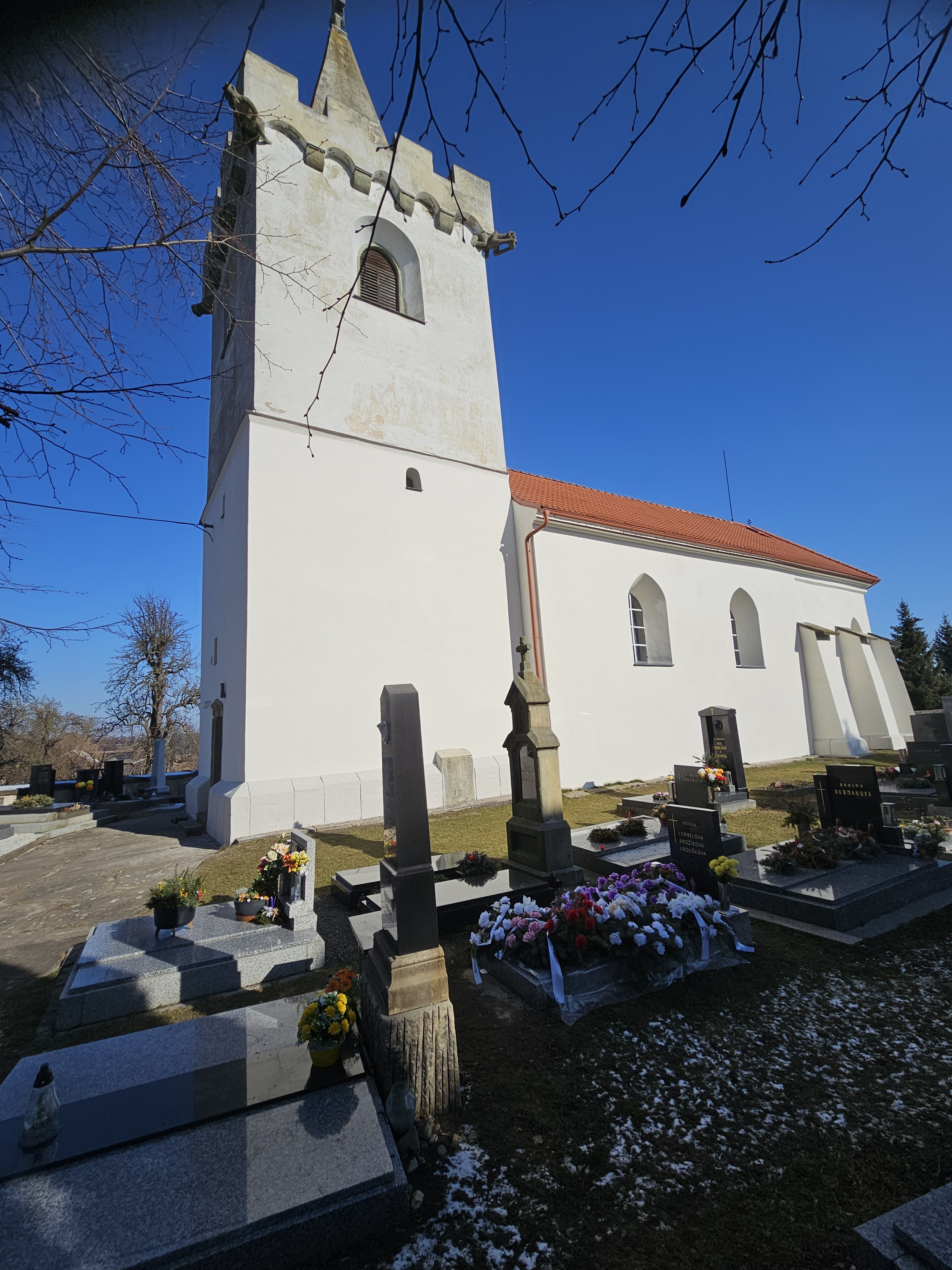
kostel svatého Mikuláše ve Stolanech
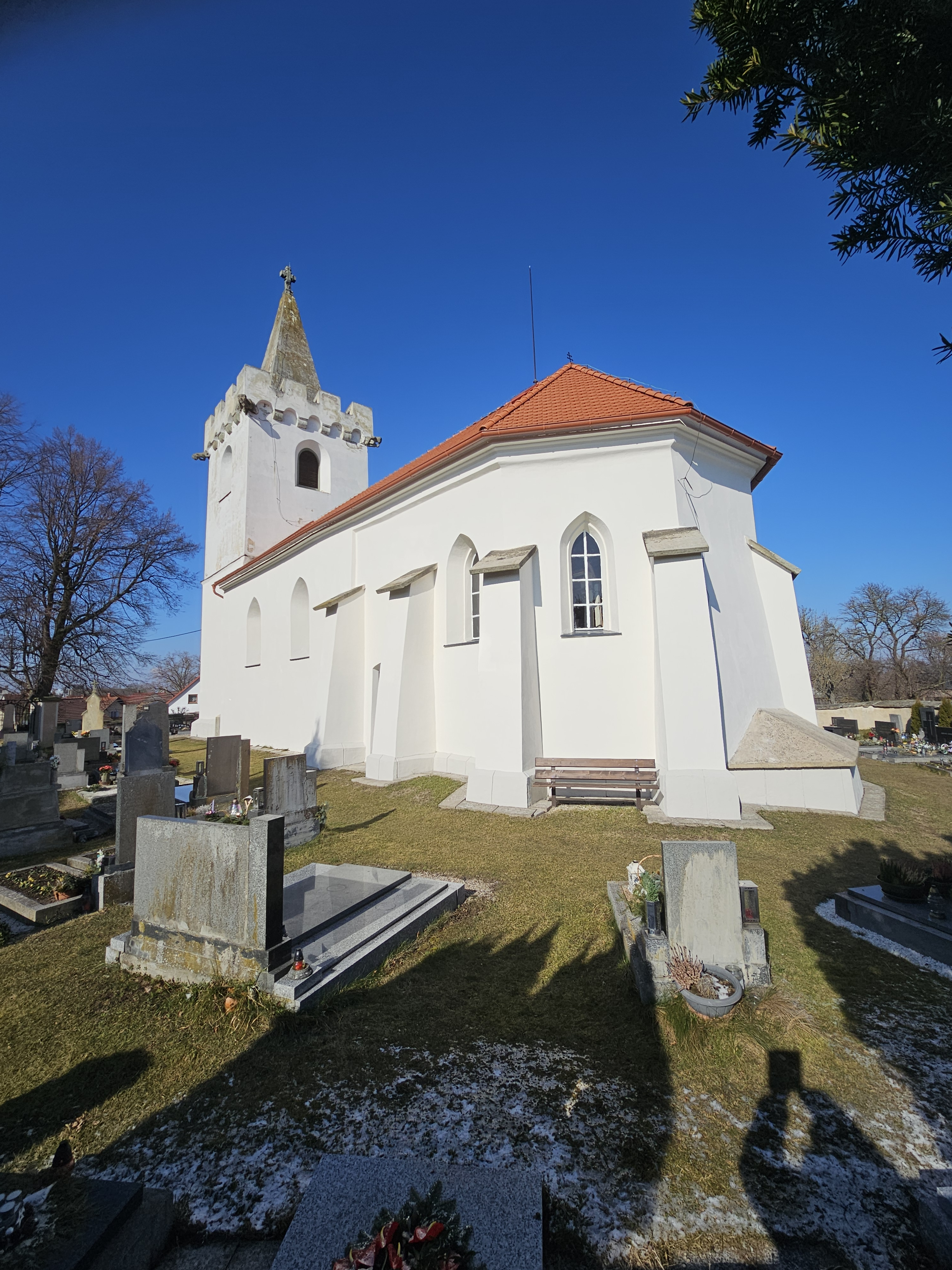
pohled na presbytář kostela svatého Mikuláše ve Stolanech
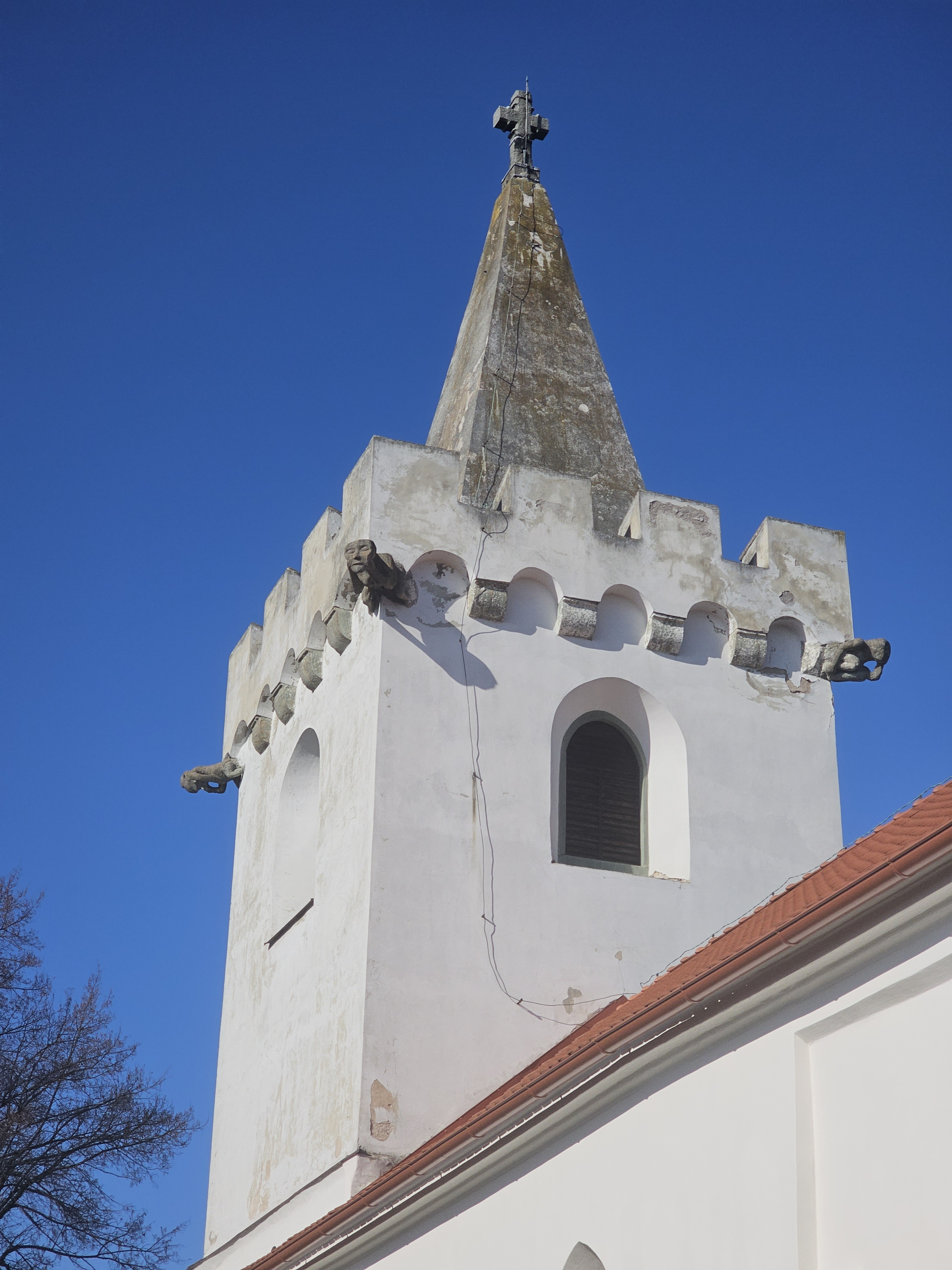
kamenné chrliče na věři kostela ve Stolanech
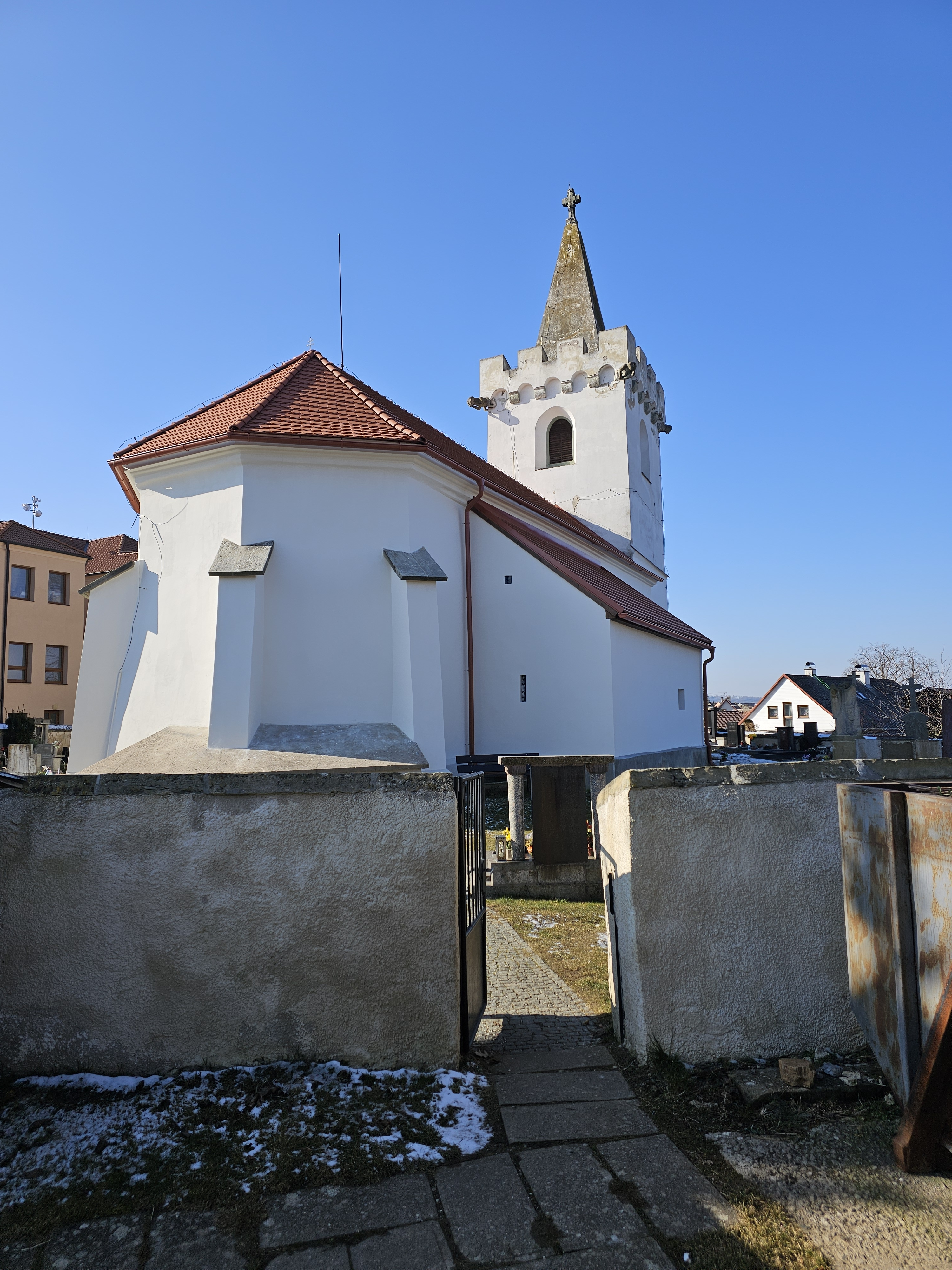
pohled na presbytář a sakristii kostela svatého Mikuláše ve Stolanech